# Giuseppe Recupero
Giuseppe Recupero (San Giovanni la Punta, 19 aprile 1720 – Catania, 4 agosto 1778) è stato un geologo, storico e vulcanologo italiano.
Dopo l'ordinazione a sacerdote canonico si interessò a svariate discipline, come la numismatica, l'antiquariato e la diplomazia, e scrisse un Trattato d'Instituzioni Canoniche (in latino), una Vita di Sant'Agata e un opuscolo riguardo all'obelisco egizio che è posto sulla Statua dell'Elefante in piazza Duomo a Catania.
Nel 1755 il governo borbonico affidò all'abate Vito Amico l'incarico di osservare minuziosamente un fenomeno vulcanico mai descritto prima sull'Etna, che oggi può essere identificato con i lahar. L'abate Amico a sua volta delegò il compito al Recupero, il quale si recò di persona nella Valle del Bove per valutare meglio gli eventi. Fu questa esperienza a far nascere in lui la passione per la vulcanologia, e la pubblicazione della sua relazione, Discorso storico sopra l'acque vomitate dal Mongibello e i suoi ultimi fuochi avvenuti nel mese di marzo del corrente anno MDCCLV lo rese famoso anche al di fuori del Regno di Napoli. Si dedicò quindi a tempo pieno allo studio dei fenomeni vulcanici e, incoraggiato dal successo ottenuto, concepì il progetto di quella che divenne poi la sua opera principale, la Storia naturale e generale dell'Etna. In essa vennero trattate tutte le eruzioni e i vari fenomeni vulcanici di cui si aveva memoria storica, ma soprattutto il Recupero descrisse sistematicamente tutti gli aspetti naturalistici delle contrade etnee e dei territori circostanti: geologia, pedologia, mineralogia, flora, fauna, fiumi, specchi d'acqua e altro ancora.
La particolarità di quest'opera è il non essere una semplice ricerca bibliografica: l'autore verificò di persona quello che scriveva, con un gran numero di sopralluoghi durante tutto il tempo di elaborazione del trattato, ben ventitré anni. Al lavoro dello scienziato puntese si ispirò l'inglese sir William Douglas Hamilton per i suoi volumi riguardo alla storia naturale del Vesuvio.
Quando l'opera era quasi conclusa, arrivò inaspettata la morte dell'autore. I due volumi della "Storia naturale e generale dell'Etna" vennero quindi pubblicati postumi, nel 1815, con aggiornamenti, note e introduzione a cura del nipote Agatino Recupero.